# Leonid Dimov
Leonid Dimov (n. 11 ianuarie 1926, Ismail, Basarabia – d. 5 decembrie 1987, București) a fost un poet și traducător român, cu rădăcini evreiești, unul dintre precursorii Postmodernismului românesc, membru marcant al grupului onirist.

## Biografie

### Viață de familie
A fost fiul Nadejdei Dimov, fiică de învățător și nepoată de preot basarabean de origine bulgară, și al lui Naum Mordcovici, fiul unui comerciant evreu de caviar (necesita citare). Numele Dimov îl ia în 1941, când, pentru a-l proteja de persecuția antisemită, Nadia îi intentează proces de paternitate lui Naum, proces în urma căruia Leonid e declarat fiu natural, modificându-i-se numele în certificatul de naștere.. Rădăcinile evreiești, odată conștientizate, i-au pricinuit lui Dimov grele complexe de inferioritate, făcându-l în tinerețe să se identifice cu ideologia antisemită legionară.
A absolvit Colegiul „Sfântul Sava” din București, 1944, continuând cu studii (trei ani) la Facultatea de Filologie din București, facultate pe care a abandonat-o, însă. La fel a studiat 3 ani de zile biologia, fără a-și lua licența. A mai studiat în paralel, câte un an sau doi, dreptul, teologia și matematica.
Căsătorit de două ori, prima dată, în 1948, cu Lucia Salam (cu care are un copil, Tatiana, n. 1952), iar a doua oară, în 1959, cu Ana-Marina Voinescu (pe a cărei fiică, Ileana - tatăl fiind Teodor Pîcă - o va înfia).

### Viață profesională
A fost redactor al revistei România literară.
În 1959 îl cunoaște pe Dumitru Țepeneag, alături de care a teoretizat onirismul estetic. Grupul oniric i-a inclus pe Emil Brumaru, Sorin Titel, Virgil Mazilescu, Daniel Turcea, Iulian Neacșu, Florin Gabrea, Vintilă Ivănceanu.
În 1971, după Tezele din iulie, presiunea cenzurii se resimte acut și grupul se destramă, unii dintre membri plecând în exil (Țepeneag, Gabrea, Ivănceanu), alții retrăgându-se din zona vizibilă a lumii culturale (Dimov, Mazilescu, Turcea, Titel).
Relația apropiată a lui Dimov cu Țepeneag și apartenența la Grupul oniric l-a adus pe poet în atenția Securității, care l-a urmărit ani de-a rândul, după cum o dovedesc documentele din arhiva CNSAS.
Dimov a murit în urma unui stop cardiac; este înmormântat la Cimitirul Șerban-Vodă (Bellu).

## Opere

### Volume și antologii
- Versuri, Editura pentru Literatură, București, 1966 (copertă de El. Mărgineanu)
- Pe malul Stixului, Editura Tineretului, București, 1968
- 7 poeme, Editura pentru Literatură, București, 1968
- Carte de vise, Editura pentru Literatură, București, 1969 (conține ciclurile Hipnagogice, 7 proze, La capătul somnului și Poeme de veghe)
- Semne cerești. Rondeluri, Cartea Românească, București, 1970
- Eleusis, Cartea Românească, București, 1970 (cu ilustrații de Florin Pucă)
- Deschideri, Cartea Românească, București, 1972 (copertă de Harry Guttman)
- A.B.C., Cartea Românească, București, 1973
- Amintiri, Cartea Românească, București, 1973 (colaborare cu Mircea Ivănescu și Florin Pucă)
- La capăt, Editura Eminescu, București, 1974
- Litanii pentru Horia, Editura Dacia, Cluj-Napoca, 1975
- Dialectica vârstelor, Cartea Românească, București, 1977
- Tinerețe fără bătrânețe. Basm (după Petre Ispirescu și nu prea), Editura Albatros, București, 1978
- Spectacol, Cartea Românească, București, 1979 (cu ilustrații de Florin Pucă)
- Texte, Colecția "Cele mai frumoase poezii", Editura Albatros, București, 1980 (prefață de Mircea Iorgulescu)
- Veșnica reîntoarcere, Cartea Românească, București, 1982

### Ediții postume
- Carte de vise, Editura Eminescu, București, 1991 (selecție și îngrijirea textului de Marina Dimov)
- Baia, Colecția "Poeți români contemporani", Editura Eminescu, București, 1995 (selecție de Marina Dimo și copertă de Daniel Nicolescu)
- Carte de vise, Colecția "Biblioteca școlarului", Editura Litera, Chișinău, 1997 (copertă de Isai Cârmu)
- Momentul oniric, Cartea Românească, București]], 1997 (texte teoretice de Dimov și Dumitru Țepeneag strânse de Corin Braga; copertă de Tudor Jebeleanu)
- Versuri, Editura Gramar, București, 2000 (ediție îngrijită, postfață, tabel cronologic și referințe critice de Nicolae Bârna)
- Scrisori de dragoste (1943-1954), Colecția "Ego-grafii", Editura Polirom, București, 2003 (corespondență; ediție îngrijită, studiu introductiv, bibliografie, notă asupra ediției și note de Corin Braga)
- Pe malul Styxului, Colecția "Ediții definitive. Scriitori români. Patrimoniu", Editura Vinea, București, 2003 (ediție realizată de Nicolae Tzone și prefațată de Gheorghe Grigurcu)
- Poezii (carte la borcan), Editura Humanitas, București, 2003
- Opere. Vol. 1, Colecția "Biblioteca românească. Poezie", Editura Paralela 45, Pitești, 2006 (prefață de Ion Bogdan Lefter)
- Onirismul estetic. Antologie de texte teoretice, Nedea Print, Curtea Veche, București, 2007 (interpretări critice și prefață de Marian Victor Buciu)

### Traduceri
A tradus din Marcel Raymond, Pierre Daix, Hugo Friedrich, Curzio Malaparte, Giambattista Marino, Gerard de Nerval, Andrei Belîi, Mihail Lermontov etc.

## Premii și distincții
- Premiul Uniunii Scriitorilor pentru traducere (1979)
- Premiul Asociației Scriitorilor din București pentru poezie (1968, 1977, 1982)

## Opinii critice
| “ | Un ermetic descins din Ion Barbu, balcanizant ca Gheorghe Magheru, dar la o treaptă a ființei mult superioară, arghezian și bacovian pe alocuri, „oniric” și acumulator de realități fascinante prin teribila lor concretețe, barochist, grav și burlesc deopotrivă, manierist prin gratuitatea invenției imagistice și virtuozitatea asamblării cuvintelor rare în versuri perfecte, toate acestea sunt, negreșit, adevărate. Dar, dincolo de ele, farmecul secret al artei lui Dimov scapă. Ca un silf, deși ni se înfățișează dimpotrivă în posturi mai curând grotești și neajutorate, Dimov lunecă printre definiții. | ” |

Ov. S Crohmălniceanu, Dialectica ideilor, Cronică la Dialectica vârstelor
| “ | Un manierist reținut tardiv de tradiția poeziei interbelice este Leonid Dimov. El scrie, așa cum scriau în Contimporanul, Eugen Jebeleanu, Cicerone Theodorescu sau Camil Baltazar și la fel cu Romulus Vulpescu, să zicem, este un versifex. Un tipar prozodic, o dizlocare, amintesc de Barbu sau Arghezi, și, pentru că asemenea versuri o impun, criticul este tentat să caute influențele în stânga și-n dreapta. [...] Istoricul literar va spune că Leonid Dimov aparține, măcar spiritului, unei generații interbelice care a proliferat la Contimporanul, Integral, Unu sau 75 HP. Întrebarea este în ce măsură poate fi reluată o asemenea tradiție (dincolo de justificarea ei ca o reacție firească la un aticism prelungit, nociv pentru evoluția poeziei), fără riscul manierei. | ” |

Florin Manolescu
| “ | Ca și visele, basmele acestea lirice sunt numai aparent inocente, cu zmângălituri și culori copilărești. Sunt în fond crude și anxioase, chiar dacă îmblânzite de un estetism grațios, coregrafic, povești despre viață și moarte. Ludicul nu poate masca substratul existențial, întrebarea înspăimântată despre identitate. [...] Ușurința fanteziei lui Leonid Dimov induce adesea în eroare. Multe poezii par simple evocări sentimentale – impregnate de dulceața obiectelor cotidiene, de zgomotele străzii și ale casei, de un pitoresc vag balcanic – și sunt în definitiv niște parabole ingenioase ale morții, vieții, incertitudinii sau fricii. | ” |

Nicolae Manolescu, în România literară, nr. 21/ 1979, cronică la volumul „Spectacol”
| “ | El este un voluptuos al materiilor exotice, pitorești, luxoase și un fantezist al domesticului, nu fără o nelipsită notă de umor. Lirismul lui metronomic nu exclude volute largi ale unei imaginații bete de ea însăși. Lexicul e baroc și opulent. | ” |

Nicolae Manolescu, Istoria literaturii române pe înțelesul celor care citesc, p. 237